# Port Moresby
Port Moresby (Tok Pisin: Pot Mosbi) là thủ đô và là thành phố lớn nhất Papua New Guinea, nằm bên bờ biển phía nam của đảo New Guinea, tại điểm Paga Point giữa bến cảng Fairfax và vịnh Walter của vịnh Papua. Năm 2000, thành phố này có 255.000 dân. Port Moresby cũng là thủ phủ của quận Trung tâm của Papua New Guinea. Xung quanh thành phố này có nhiều đồn điền cao su và chăn nuôi gia cầm. Thành phố xuất khẩu cà phê, vàng, cao su. Các ngành công nghiệp chính của Port Moresby là: thuốc lá, xi măng. Ngư nghiệp cũng đóng vai trò quan trọng. Port Moresby là nơi có trụ sở các cơ quan chính quyền của Papua New Guinea. Thành phố này có Đại học Papua New Guinea (thành lập năm 1965), Viện Quốc vụ. Bãi biển Ela nằm ở phía nam là một bãi biển du lịch nổi tiếng.Những người Motu và Koitabu đã định cư ở đây hàng ngàn năm trước khi người châu Âu đặt chân đến đây. Trong thế chiến II, Port Moresby là một căn cứ quân sự quan trọng của phe Đồng Minh, nó cũng từng là mục tiêu tấn công của quân đội Nhật nhằm xâm chiếm toàn bộ New Guinea nhưng thất bại.
Xem thêm Chiến dịch New Guinea

## Khí hậu
Port Moresby có khí hậu xavan (Köppen Aw) với nhiệt độ tương đối ổn định trong suốt cả năm. Lượng mưa trung bình hàng năm của Port Moresby chỉ 1.000 đến 1.100 milimét (39 đến 43 in), nơi khô nhất ở New Guinea.
Mùa mưa từ tháng 12 đến 5; còn mùa khô bao gồm tháng 6-11, và tương tự như Townsville ở Queensland, là do gió mậu dịch đông nam chạy song song với bờ biển, và thành phố được bao quanh bởi các ngọn núi cao. Nhiệt độ trung bình cao hàng ngày dao động từ 28 đến 32 °C (82,4 đến 89,6 °F) tùy thuộc vào thời gian của năm, trong khi nhiệt độ trung bình thấp hàng ngày cho thấy sự biến đổi theo mùa rất ít, dao dộng xung quanh mốc 23 °C (73,4 °F). Nó có xu hướng mát mẻ hơn một chút trong thành phố trong mùa khô.
| Dữ liệu khí hậu của Port Moresby, Papua New Guinea                                                         | Dữ liệu khí hậu của Port Moresby, Papua New Guinea | Dữ liệu khí hậu của Port Moresby, Papua New Guinea | Dữ liệu khí hậu của Port Moresby, Papua New Guinea | Dữ liệu khí hậu của Port Moresby, Papua New Guinea | Dữ liệu khí hậu của Port Moresby, Papua New Guinea | Dữ liệu khí hậu của Port Moresby, Papua New Guinea | Dữ liệu khí hậu của Port Moresby, Papua New Guinea | Dữ liệu khí hậu của Port Moresby, Papua New Guinea | Dữ liệu khí hậu của Port Moresby, Papua New Guinea | Dữ liệu khí hậu của Port Moresby, Papua New Guinea | Dữ liệu khí hậu của Port Moresby, Papua New Guinea | Dữ liệu khí hậu của Port Moresby, Papua New Guinea | Dữ liệu khí hậu của Port Moresby, Papua New Guinea |
| Tháng | 1                                                  | 2                                                  | 3                                                  | 4                                                  | 5                                                  | 6                                                  | 7                                                  | 8                                                  | 9                                                  | 10                                                 | 11                                                 | 12                                                 | Năm                                                |
| --- | -------------------------------------------------- | -------------------------------------------------- | -------------------------------------------------- | -------------------------------------------------- | -------------------------------------------------- | -------------------------------------------------- | -------------------------------------------------- | -------------------------------------------------- | -------------------------------------------------- | -------------------------------------------------- | -------------------------------------------------- | -------------------------------------------------- | -------------------------------------------------- |
| Cao kỉ lục °C (°F)                                                                                         | 36.2 (97.2)                                        | 36.1 (97.0)                                        | 35.4 (95.7)                                        | 34.2 (93.6)                                        | 33.8 (92.8)                                        | 33.9 (93.0)                                        | 33.3 (91.9)                                        | 33.8 (92.8)                                        | 34.8 (94.6)                                        | 35.5 (95.9)                                        | 36.3 (97.3)                                        | 36.3 (97.3)                                        | 36.3 (97.3)                                        |
| Trung bình ngày tối đa °C (°F)                                                                             | 32.1 (89.8)                                        | 31.6 (88.9)                                        | 31.4 (88.5)                                        | 31.3 (88.3)                                        | 31.0 (87.8)                                        | 30.3 (86.5)                                        | 29.9 (85.8)                                        | 30.3 (86.5)                                        | 31.0 (87.8)                                        | 32.0 (89.6)                                        | 32.5 (90.5)                                        | 32.4 (90.3)                                        | 31.3 (88.3)                                        |
| Trung bình ngày °C (°F)                                                                                    | 27.4 (81.3)                                        | 27.3 (81.1)                                        | 27.1 (80.8)                                        | 27.0 (80.6)                                        | 26.9 (80.4)                                        | 26.1 (79.0)                                        | 25.7 (78.3)                                        | 26.1 (79.0)                                        | 26.5 (79.7)                                        | 27.5 (81.5)                                        | 27.6 (81.7)                                        | 27.8 (82.0)                                        | 26.9 (80.4)                                        |
| Tối thiểu trung bình ngày °C (°F)                                                                          | 23.7 (74.7)                                        | 23.5 (74.3)                                        | 23.4 (74.1)                                        | 23.5 (74.3)                                        | 23.5 (74.3)                                        | 23.1 (73.6)                                        | 22.4 (72.3)                                        | 22.6 (72.7)                                        | 23.2 (73.8)                                        | 23.5 (74.3)                                        | 23.6 (74.5)                                        | 23.7 (74.7)                                        | 23.3 (73.9)                                        |
| Thấp kỉ lục °C (°F)                                                                                        | 20.4 (68.7)                                        | 18.8 (65.8)                                        | 18.3 (64.9)                                        | 16.8 (62.2)                                        | 14.5 (58.1)                                        | 14.5 (58.1)                                        | 10.4 (50.7)                                        | 14.8 (58.6)                                        | 14.4 (57.9)                                        | 16.3 (61.3)                                        | 16.0 (60.8)                                        | 19.6 (67.3)                                        | 10.4 (50.7)                                        |
| Lượng mưa trung bình mm (inches)                                                                           | 192.2 (7.57)                                       | 140.6 (5.54)                                       | 189.8 (7.47)                                       | 105.2 (4.14)                                       | 56.2 (2.21)                                        | 21.6 (0.85)                                        | 13.8 (0.54)                                        | 12.0 (0.47)                                        | 14.4 (0.57)                                        | 15.2 (0.60)                                        | 40.0 (1.57)                                        | 97.8 (3.85)                                        | 898.8 (35.38)                                      |
| Số ngày mưa trung bình (≥ 0.1 mm)                                                                          | 18                                                 | 16                                                 | 18                                                 | 11                                                 | 9                                                  | 6                                                  | 4                                                  | 4                                                  | 5                                                  | 5                                                  | 6                                                  | 12                                                 | 114                                                |
| Độ ẩm tương đối trung bình (%)                                                                             | 79                                                 | 81                                                 | 81                                                 | 82                                                 | 81                                                 | 79                                                 | 77                                                 | 76                                                 | 76                                                 | 76                                                 | 75                                                 | 77                                                 | 78                                                 |
| Số giờ nắng trung bình tháng                                                                               | 182                                                | 158                                                | 184                                                | 200                                                | 211                                                | 200                                                | 203                                                | 222                                                | 213                                                | 231                                                | 243                                                | 216                                                | 2.463                                              |
| Nguồn 1: Tổ chức Khí tượng Thế giới                                                                        |                                                    |                                                    |                                                    |                                                    |                                                    |                                                    |                                                    |                                                    |                                                    |                                                    |                                                    |                                                    |                                                    |
| Nguồn 2: Cục Khí tượng Đức (Deutscher Wetterdienst: nhiệt độ trung bình, cao, thấp, độ ẩm và số ngày nắng) |                                                    |                                                    |                                                    |                                                    |                                                    |                                                    |                                                    |                                                    |                                                    |                                                    |                                                    |                                                    |                                                    |